# Salva Arco
José Salvador Arco Frías (nascut a Navàs el 25 d'octubre de 1984), és un exjugador de bàsquet professional català. Té una alçada d'1,96 metres i a la pista solia alternar les posicions d'escorta i d'aler.

## Trajectòria esportiva
- Categories inferiors del CB Navàs.
- 2002/04. CB Montsó. EBA.
- 2003/04. Compaginà l'EBA amb 9 partits al Caprabo Lleida de l'ACB.
- 2004/05. Melilla Baloncesto (LEB)
- 2004/05. Disputà 3 partits amb el Caprabo Lleida de l'ACB.
- 2005/06. CB Vic (LEB)
- 2006/07. CB l'Hospitalet (LEB)
- 2007/08. Bruesa GBC (LEB Or)
- 2008/09. Plus Pujol Lleida (LEB Or)
- 2009/11. Aguas de Sousas Ourense (LEB Or).[2]
- 2011/12. Club Melilla Baloncesto (LEB Or)[3]
- 2012/2014. Bàsquet Manresa (ACB).[4][5]
- 2014-2015. Club Ourense Baloncesto (LEB Or)[6]